# 1962 في التلفزيون البريطاني
هذه قائمة بالأحداث المتعلقة التي حدثت بالتلفزيون البريطاني منذ عام 1962.

## الأحداث

### يناير
- 2 يناير - عرض Z-Cars لأول مرة على تلفزيون بي بي سي ، والذي تمت الإشارة إليه على أنه تصوير واقعي للشرطة.

### فبراير
- لا أحداث.

### مارس
- لا أحداث.

### أبريل
- 17 أبريل - عرض Brothers in Law لأول مرة على تلفزيون بي بي سي .

### مايو
- لا أحداث.

### يونيو
- 14 يونيو - بث تلفزيون بي بي سي الحلقة الأولى من المسرحية الهزلية Steptoe and Son ، من تأليف جالتون وسيمبسون.

### يوليو
- 1 يوليو - عرض فيلم Police 5 لأول مرة على ITV.
- 11 يوليو - بث تلفزيوني مباشر من الولايات المتحدة الأمريكية إلى بريطانيا لأول مرة، عبر القمر الصناعي Telstar ومحطة Goonhilly الفضائية الأرضية.[1]
- 23 يوليو - أول بث تلفزيوني مباشر عام عبر المحيط الأطلسي، عبر القمر الصناعي Telstar.[2][3]

### أغسطس
- لا أحداث.

### سبتمبر
- 1 سبتمبر - بث قناة Channel Television ، امتياز ITV لجزر القناة ، على الهواء.
- 14 سبتمبر - تلفزيون ويلز الغربي والشمالي (Teledu Cymru) يبث على الهواء في منطقة شمال وغرب ويلز، لتوسيع ITV ليشمل المملكة المتحدة بأكملها.
- 21 سبتمبر - البث الأول لبرنامج المسابقات التلفزيوني طويل الأمد University Challenge ، الذي قدمه تلفزيون Granada مع Bamber Gascoigne كمدير اختبار.
- 22 سبتمبر - أطلقت قناة Anglia Television مباراة الأسبوع ، والتي تعرض أبرز المباريات من جميع أنحاء إيست أنجليا.[4] بعد فترة وجيزة، بدأ تلفزيون Tyne Tees في شمال شرق إنجلترا في بث المباريات المحلية بعد فترة وجيزة تحت عنوان Shoot .

### أكتوبر
- 4 أكتوبر - العرض الأول للقديس على قناة ITV مع روجر مور في دور البطولة.
- 17 أكتوبر - المذيع الأيرلندي المخضرم جاي بيرن يصبح أول شخص يقدم فرقة البيتلز على شاشة التلفزيون حيث تظهر الفرقة على الشاشة الصغيرة في البرنامج الإخباري المحلي لتلفزيون غرناطة People and Places.[5][6]
- 21 أكتوبر - تم تصوير مهرجان American Folk Blues في مانشستر وعرضه في جزأين من سلسلة ITV الفنية Tempo.[7]

### نوفمبر
- 24 نوفمبر - الحلقة الأولى من برنامج ساخر مؤثر كان الأسبوع الذي تم بثه على تلفزيون بي بي سي.[1]

### ديسمبر
- لا أحداث.

### مجهول
- إعلانات السجائر ممنوعة من برامج الأطفال في المملكة المتحدة . يجب أن يتجاوز عمر الممثلين في هذه الإعلانات 21 عامًا، ولم يعد الاتصال بالنجاح الاجتماعي مسموحًا به. تبدأ شركات التبغ أيضًا سياسة عدم الإعلان قبل الساعة 9 مساءً.

## لأول مرة

### خدمة تلفزيون بي بي سي / بي بي سي تي في
- 2 يناير -
  - سيارات زي (1962-1978)
  - الاتفاق (1962-1965)
- 8 يناير - البكاء أسفل الممر (1962)
- 22 يناير - ستوديو 4 (1962)
- 2 فبراير - كوريجان بليك (1962-1963)
- 19 فبراير - باربرا ترتدي الأسود (1962)
- 10 مارس - The Six Proud Walkers (1962)
- 8 أبريل - غريب في المدينة (1962)
- 13 أبريل - سحر الحيوان (1962-1983)
- 14 أبريل - تقدم السيد باستري (1962)
- 17 أبريل - الإخوة في القانون (1962)
- 30 أبريل - التشويق (1962-1963)
- 16 مايو - بوس كات (1961-1962)
- 21 مايو - قضية الامتياز (1962)
- 26 مايو - ويليام (1962-1963)
- 27 مايو - سيد بالانتراي (1962)
- 9 يونيو - السحب الكبير (1962)
- 14 يونيو - ستيبتو وابنه (1962-1965، 1970، 1972-1974)
- 28 يونيو - اختراق أندروميدا (1962)
- 8 يوليو - الجزيرة المظلمة (1962)
- 17 يوليو - هيو وأنا (1962-1968)
- 21 يوليو - اندلاع القتل (1962)
- 7 أغسطس - دليل صامت (1962)
- 16 أغسطس - كتيب الدكتور فينلي (1962-1971)
- 16 أغسطس - كاتي (1962)
- 12 سبتمبر - اطلب ريكس (1962-1963)
- 17 سبتمبر - ويلز اليوم (1962 إلى الوقت الحاضر)
- 3 أكتوبر - صفر واحد (1962–1963)
- 6 أكتوبر - الرجل الأخير (1962)
- 14 أكتوبر - النهر يتدفق إلى الشرق (1962)
- 14 أكتوبر - ارفع نظاراتك (1962)
- 8 نوفمبر - الوحوش (1962)
- 12 نوفمبر - قمة النموذج (1962-1975)
- 24 تشرين الثاني (نوفمبر) - كان ذلك الأسبوع الذي كان (1962-1963)

### آي تي في
- 27 فبراير - سارة وهوبيتي (1962-1963)
- 4 يونيو - ريتشارد قلب الأسد (1962-1963)
- 30 يونيو - خارج هذا العالم (1962)
- 1 يوليو - الشرطة 5 (1962-1992)
- 19 سبتمبر - بولدوج تولد (1962)
- 21 سبتمبر - تحدي الجامعة (1962-1987 ITV ، 1994 حتى الوقت الحاضر بي بي سي)
- 29 سبتمبر - رجل العالم (1962-1963)
- 29 سبتمبر - السيف في الويب (1962)
- 4 أكتوبر - القديس (1962-1969)
- 11 أكتوبر - إنها لقمة العيش (1962)
- 26 أكتوبر: فرانسي وجوزي (1962-1965)
- 28 أكتوبر -

</br> ** Fireball XL5 (1962–1973) **
</br> **** مغامرات مادلين الجديدة (1962-1969) **
- 17 نوفمبر - مدينة تحت البحر (1962)
- 20 ديسمبر - حدث مثل هذا (1962-1963)

## البرامج التلفزيونية المستمرة

### عشرينيات القرن الماضي
- بي بي سي ويمبلدون (1927-1939، 1946-2019، 2021-2024)

### الثلاثينيات
- سباق القوارب (1938-1939، 1946-2019)
- بي بي سي للكريكيت (1939، 1946-1999، 2020-2024)

### الأربعينيات
- شاهد مع الأم (1946-1973)
- تعال للرقص (1949-1998)

### الخمسينيات
- آندي باندي (1950–1970، 2002-2005)
- راغ وتاج وبوبتيل (1953-1965)
- الأيام الخوالي (1953-1983)
- بانوراما (1953 حتى الآن)
- كتاب مصور (1955-1965)
- ليلة الأحد في بلاديوم لندن (1955-1967، 1973-1974)
- اختر ما تريد (1955-1968، 1992-1998)
- ضاعف نقودك (1955-1968)
- ديكسون دوك جرين (1955-1976)
- ممتاز جدا (1955-1984، 2020 إلى الوقت الحاضر)
- فرصة نوكس (1956-1978، 1987-1990)
- هذا الأسبوع (1956-1978، 1986-1992)
- مسرح الكرسي (1956-1974) [8]
- ماذا تقول الأوراق (1956-2008)
- السماء في الليل (1957 إلى الوقت الحاضر)
- بلو بيتر (1958 إلى الوقت الحاضر)
- المدرج (1958-2007)
- نوجين ذا نوج (1959-1965، 1970، 1979-1982)

### الستينيات
- سايكس و... (1960-1965)
- فلينستون (1960-1966)
- شارع التتويج (1960 إلى الوقت الحاضر)
- وجهات نظر (1961 حتى الآن)
- أغاني التسبيح (1961 - حتى الآن)
- فرقة الأشباح (1961–1964)
- المنتقمون (1961-1969)

## إنتهت في عام 1962
- دوار السكة الحديد (1958-1962)
- وجها لوجه (1959-1962)
- السير فرانسيس دريك (1961-1962)
- السيارة الخارقة (1961-1962)
- توب كات (1961-1962)
- الأرامل الفائزات (1961-1962)

## المواليد
- 25 يناير - إيما فرويد، مذيعة إنجليزية ومعلقة ثقافية
- 7 فبراير - إيدي إيزارد ، ممثل وممثل كوميدي بريطاني
- 13 فبراير - هيو دينيس، ممثل وكوميدي وكاتب بريطاني (The Now Show)
- 21 فبراير - فانيسا فيلتز، مقدمة تلفزيونية بريطانية
- 17 مارس - كلير جروجان ، الممثلة والمغنية الاسكتلندية
- 1 أبريل - فيليب سكوفيلد ، مقدم برامج تلفزيونية بريطانية
- 23 أبريل - جون هانا ، ممثل اسكتلندي
- 17 مايو
  - كريج فيرجسون ، ممثل ومقدم تلفزيوني اسكتلندي
  - آلان جونستون ، صحفي
- 6 يونيو - سارة باركنسون، منتجة وكاتبة برامج إذاعية وتلفزيونية (توفي عام 2003)
- 15 يونيو - كريس موريس ، الساخر والممثل
- 19 حزيران / يونيو - ليزا عزيز ، صحفية ومذيعة أخبار
- 25 يونيو - Phill Jupitus ، ممثل كوميدي ومذيع
- 29 يونيو - أماندا دونوهو ، الممثلة الإنجليزية
- 4 يوليو - نيل موريسي ، ممثل إنجليزي
- 24 يوليو - كليو روكوس، الممثلة البريطانية (The Kenny Everett Show)
- 20 أغسطس - صوفي ألدريد، ممثلة ومقدمة برامج تلفزيونية بريطانية
- 5 سبتمبر - بيتر وينجفيلد ، ممثل ويلز
- 8 سبتمبر - دالجيت داليوال، مذيع أخبار ومقدم تلفزيوني بريطاني
- 15 سبتمبر - ستيف بونت ، الممثل البريطاني والكوميدي والكاتب (The Now Show)
- 17 سبتمبر - مايكل فرينش، ممثل
- 21 سبتمبر - نيك نولز ، مقدم برامج تلفزيونية
- 24 سبتمبر
  - جاك دي، ممثل كوميدي بريطاني
  - ألي ماكويست ، لاعب كرة قدم اسكتلندي ومحلل تلفزيوني وقائد فريق سؤال رياضي
- 5 أكتوبر - كارون كيتنغ ، مقدم برامج تلفزيونية بريطانية (توفي عام 2004)
- 20 أكتوبر - بوثبي جرافو، ممثل كوميدي إنجليزي، مغني، كاتب أغاني وكاتب مسرحي
- 25 أكتوبر - نيك هانكوك ، الممثل والمقدم التلفزيوني البريطاني
- 26 أكتوبر - الممثل البريطاني كاري إلويس
- 12 تشرين الثاني (نوفمبر) - مارييلا فروستروب، صحفية ومقدمة برامج تلفزيونية بريطانية
- 26 نوفمبر - لويز هاريسون ، ممثلة ومنتجة
- 3 ديسمبر - سارة جارفيس طبيبة عامة وشخصية إعلامية
- 6 ديسمبر - الممثل البريطاني كولين سالمون
- 28 ديسمبر - كاي آدامز، مقدمة برامج تلفزيونية اسكتلندية
- مجهول
  - كاري جرايسي، صحفية ومذيعة أخبار
  - كازيا بيلكا، ممثلة
  - ماثيو امروليوالا، بائع أخبار
  - جاك دويرتي، كوميدي اسكتلندي
  - مات فريزر، ممثل وموسيقي وفنان أداء